# Norrskensbär
Norrskensbär är ett företag i Jörn, Skellefteå kommun. Företaget är ett av Sveriges största företag inom bärplockning. 
Norrskensbär ägs genom koncernmoderbolaget Nordisk Specialtextil i Jörn AB av Örjan Berglund.

## Historia
Norrskensbär var ursprungligen ett företag  där ägaren arbetade med bären på hösten, för att resten av året sysselsätta sig med annat. Detta sätt att arbeta lockade Örjan Berglund som därför köpte företaget 1987. Vid den tiden köpte Norrskensbär bär från svenska plockare, men när Sovjetunionen föll 1991 kraschade bärbranschen. Detta då marknaden översvämmades av billiga ryska bär. Verksamheten pausades därför fram till 2003, då Berglund beslutade att åter satsa på bärföretaget. Det var i samband med återuppstarten som företaget började ta in hyrpersonal från Thailand. Första året erbjöds 37 bärplockare arbete i Sverige.
År 2011 var Norrskensbär ett av sex bärplockningsföretag som beviljades tillstånd att ta emot asiatiska bärplockare. Norrskensbär fick då tillstånd att ta emot 730 bärplockare och var därmed det företag som fick näst flest tillstånd beviljade. Företaget tog emot flest viseringsplockare i Sverige 2014. Året därpå ansökte Norrskensbär om att få ta emot 1 000 bärplockare, varav 932 arbetstillstånd beviljades för bärplockare och  46 för servicepersonal. Bären som plockades såldes då vidare till Sarek i Estland. Under en period då Norrskensbär hade så många anställda sålde de till tre grossister samtidigt. Företaget var då Sveriges största leverantör av bär. Samarbetet med de tre grossisterna blev till slut för mycket och man avvecklade samarbetet med två av dem. Därmed var Norrskensbär inte längre det största bärplockningsföretaget i Sverige.
År 2016 hade företaget 780 bärplockare i skogarna samt 43 servicepersonal. Även detta år såldes bären till det estniska företaget Sarek. Det var ett år med låga priser där framförallt ukrainska bär pressade ner priserna. Dessutom rådde en oligopolställning bland grossisterna vilket gjorde att priserna för svenska bär pressades ned. Samtidigt hade Norrskensbär  grundlöner att betala ut till sina bärplockare. Norrskensbär aviserade därför en minskning av antalet bärplockare till 500 stycken inför 2017. Året därpå (2018) omsatte företaget 67,5 miljoner.
År 2020 omsatte Norrskensbär 49 miljoner och tog emot 700 bärplockare från Thailand. Två år senare kom cirka 500 bärplockare från Thailand. Dessa bodde på åtta ställen runt om i norra Sverige, bland annat i Renström, Stensträsk och Moskosel.